# 波蛺蝶
波蛺蝶（學名：Ariadne ariadne），是一種分布於亞洲的蛺蝶科蝴蝶。

## 描述
這種蝴蝶呈橙褐色，翅膀上有波狀線條穿過。前翅頂角的翅緣略帶波浪狀，呈截形。翅緣波狀，並在第五脈間區及第三翅脈尖端形成明顯角度。後翅的臀角寬闊且成角形。後翅外緣有明顯的深刻波狀。前翅靠近頂角處有一個顯眼的白色斑點。翅緣毛為白色，與褐色交錯排列。翅膀下表面則帶有較多的褐色。
觸角、頭部、胸部與腹部呈紅褐色色。雄蝶在副肋脈、第6與第7翅脈上以及前翅下表面靠近基部處，具有一系列深色閃亮的鱗片（性鱗）。雌蝶外型相似，但顏色略淡，且缺乏性鱗。
波蛺蝶與細紋波蛺蝶極為相似，但波蛺蝶的橫向栗色條紋較窄，且邊界不明顯。相較之下，細紋波蛺蝶的翅緣較不波浪狀。

## 寄主植物
蓖麻（Ricinus communis）是最常見的寄主植物，蝴蝶的名稱也來自於此。其他寄主植物包括Tragia cannabina、Tragia hispida、Tragia plukenetii與Tragia involucrata。

## 幼蟲
幼蟲身上有刺，背部有兩排主刺，在兩排之間還有較細小的刺冒出。尾端則聚集成不規則的一簇小刺。顏色變化多端，有時呈綠色，帶有縱向深褐色條紋；有時為深褐色，背部中央有一條斷裂的寬白帶，但白帶不延伸至兩端。

## 蛹
「細長，翅殼略為膨大，背部有突起，頭部有兩個小突點：顏色多變：以尾部牢固固定，因此若表面為垂直面，蛹將水平懸掛。」（Davidson 與 Aitken。）

Life cycle
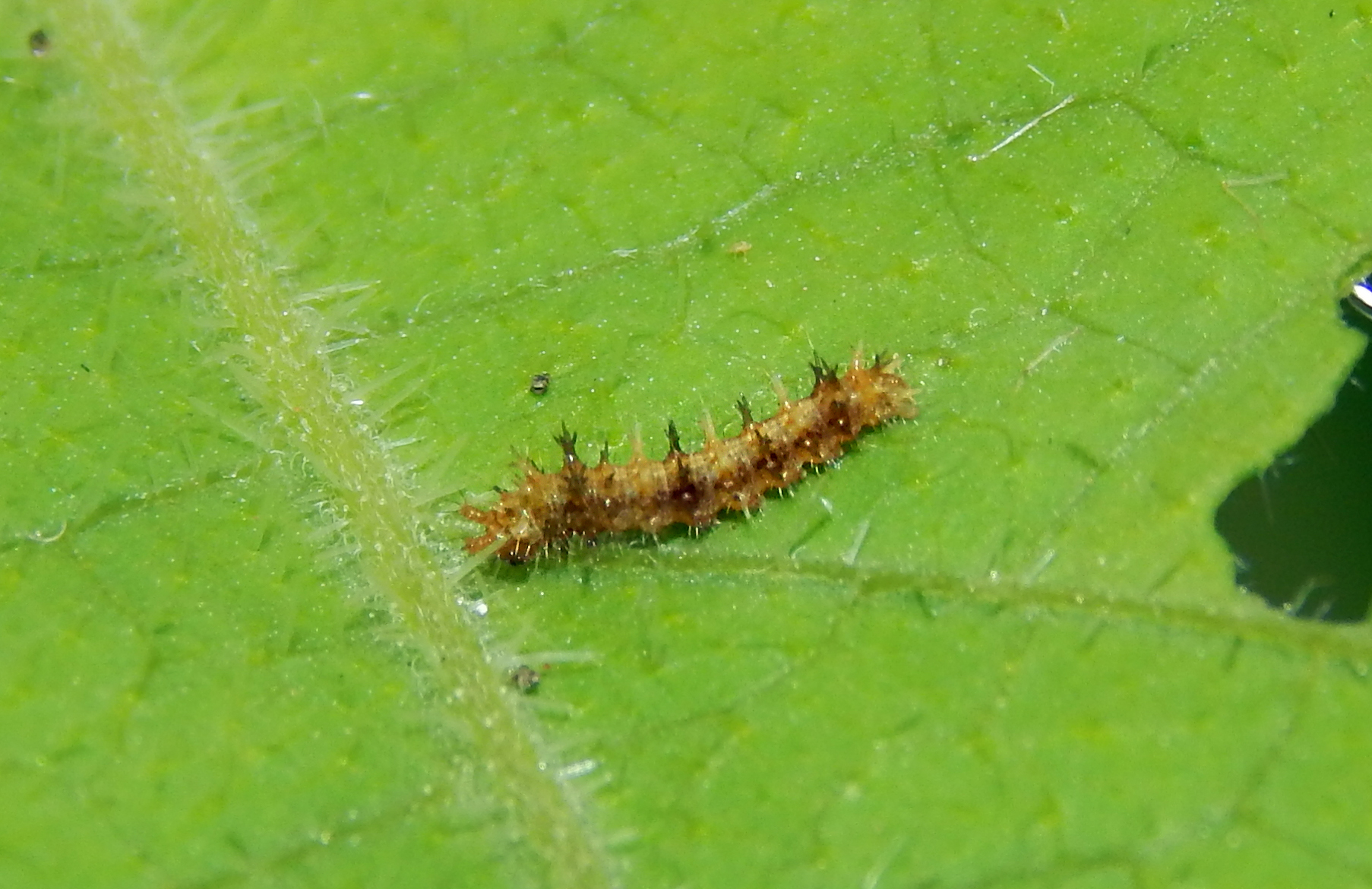
幼蟲（早期階段）
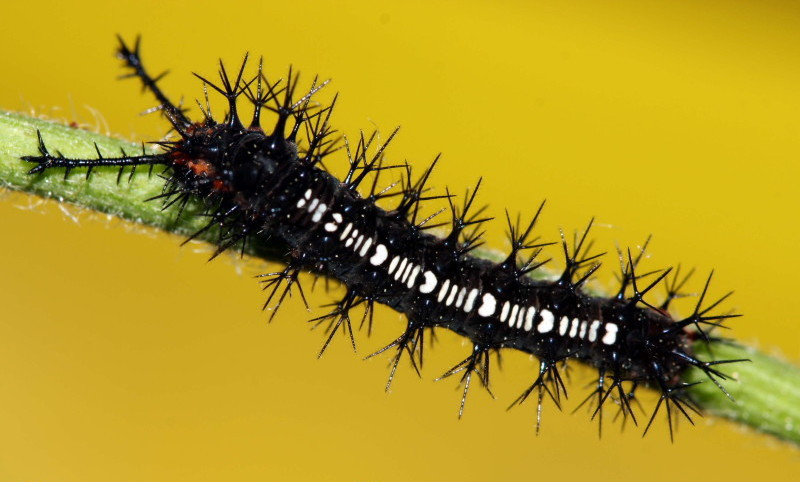
幼蟲
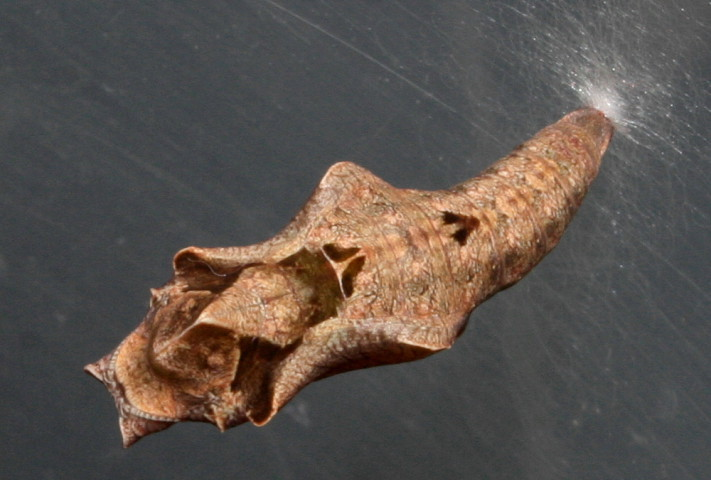
蛹
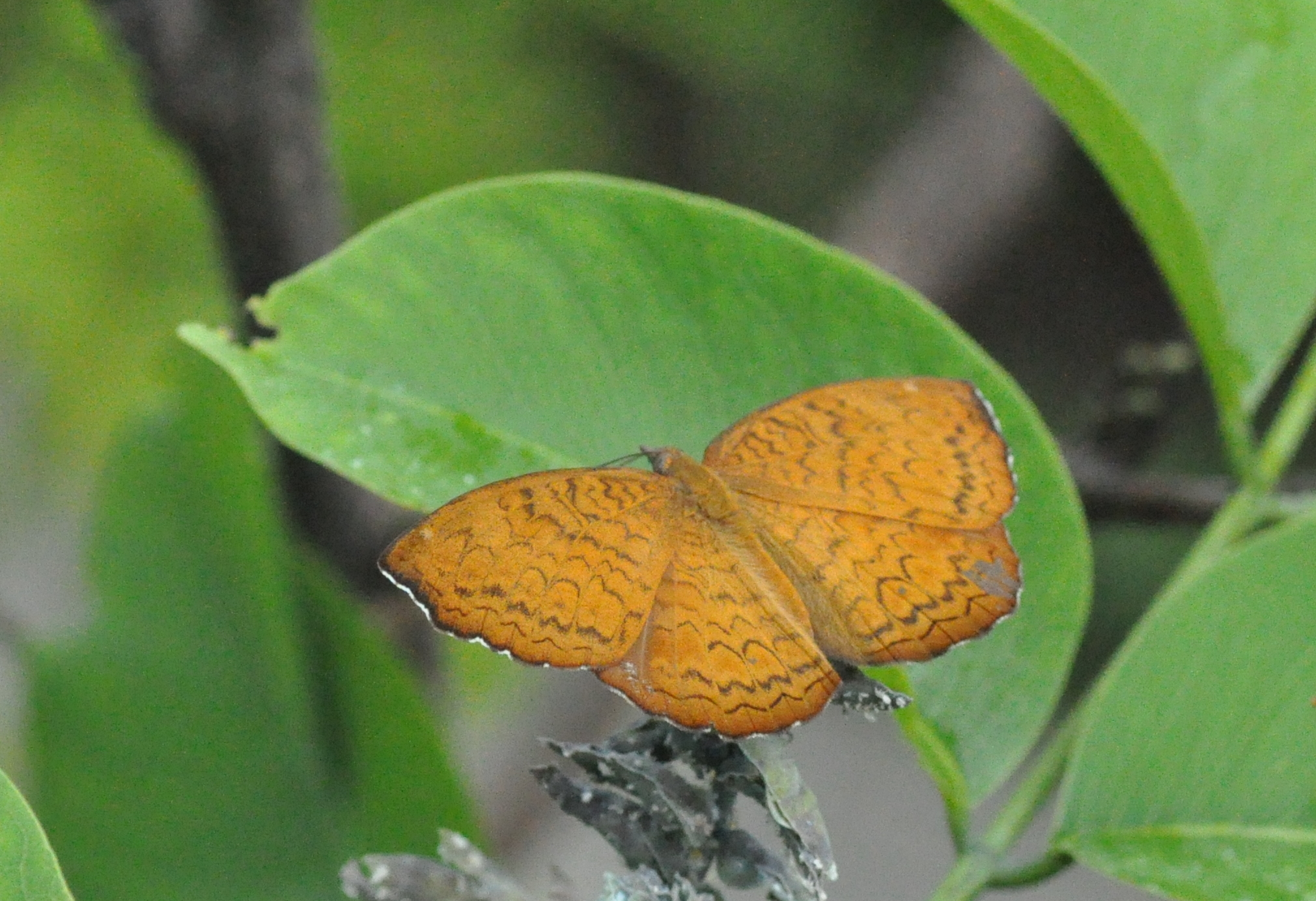
成蝶（背面）
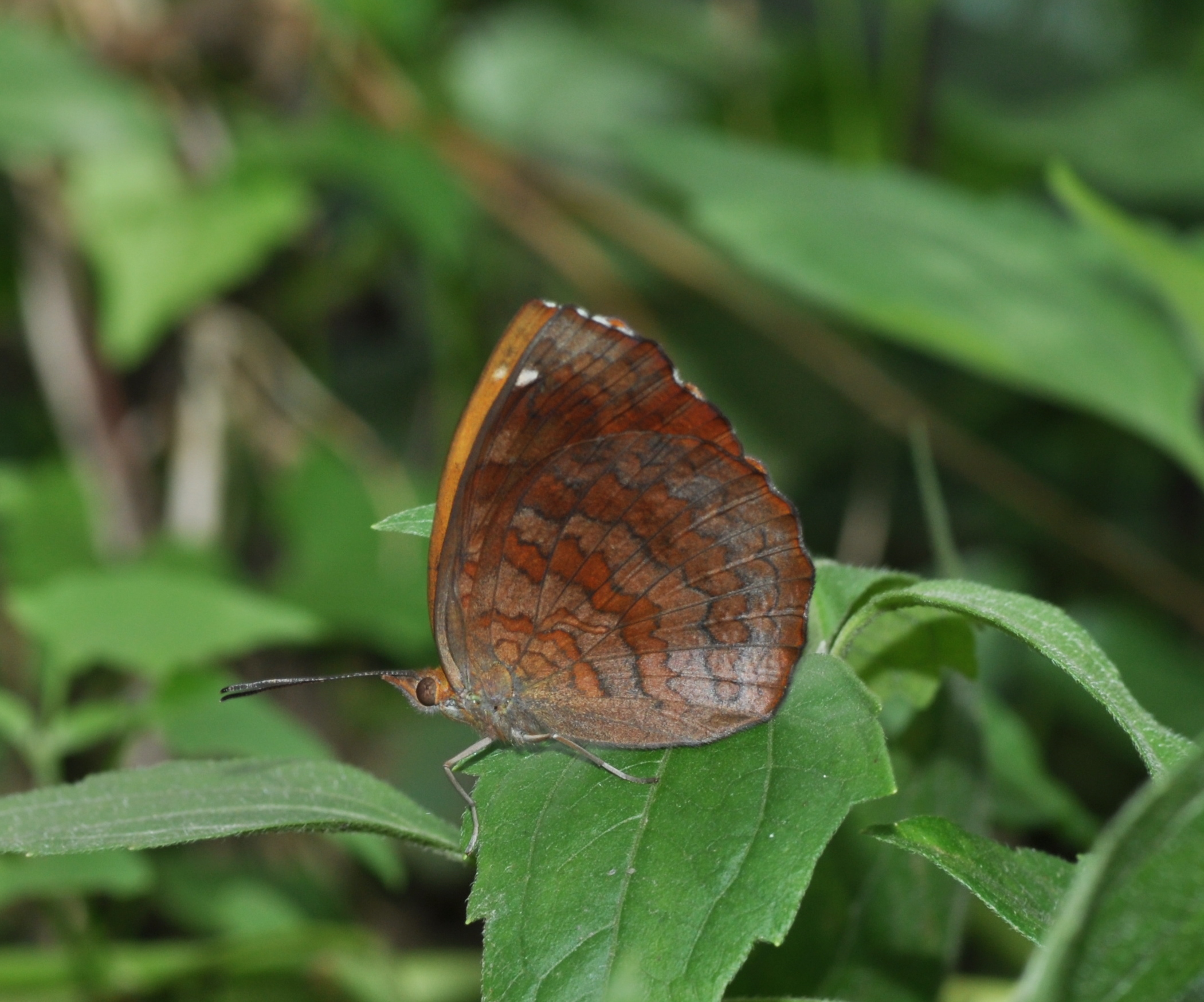
成蝶（腹面）